# Martin Lippens
Martin Lippens (Anderlecht, 1934. október 8. – Anderlecht, 2016. november 2.) válogatott belga labdarúgó, fedezet, edző.

## Pályafutása

### Klubcsapatban
1954 és 1966 között az Anderlecht labdarúgója volt. 232 élvonalbeli mérkőzésen szerepelt és 52 gólt szerzett. Hétszeres bajnok és egyszeres belga kupagyőztes volt a csapattal.

### A válogatottban
1955-ben egyszer szerepelt a belga U19-es válogatottban. 1957 és 1963 között 33 alkalommal játszott a belga válogatottban és két gólt szerzett.

### Edzőként
1966-67-ben a VW Hamme, 1992-ben a Sint-Truiden, 1994-ben a Molenbeek vezetőedzője volt.

## Sikerei, díjai
Anderlecht
- Belga bajnokság
  - bajnok (7): 1954–55, 1955–56, 1958–59, 1961–62, 1963–64, 1964–65, 1965–66
- Belga kupa
  - győztes (1): 1965